# دونغ غوان
دونغ غوان (أو أحياناً: دونغقوان) (بالصينية: 东莞) هي مدينة في جنوبي الصين ، تقع مدينة دونغ غوان في وسط جنوبي مقاطعة قوانغدونغ وتتبعها إدارياً ، شمال شرقي دلتا نهر اللؤلؤ، وتبعد خمسين كيلو مترا عن مدينة قوانغتشو ، وتسعين كيلومترا عن مدينة شنتشن، وسبعة وأربعين كيلو مترا عن هونغ كونغ ، وثمانية وأربعين كيلومترا عن ماكاو ، وهي تتوسط الممر الاقتصادي الحيوي الرابط بين مقاطعة قوانغدونغ ومنطقة هونغ كونغ. بلغ عدد السكان فيها 6,445,700 مليون نسمة (وفقاً لتقديرات عام 2007).

## المناخ
يظهر الجدول التالي التغييرات المناخية على مدار السنة لدونغ غوان:
| البيانات المناخية لـدونغ غوان                    | البيانات المناخية لـدونغ غوان | البيانات المناخية لـدونغ غوان | البيانات المناخية لـدونغ غوان | البيانات المناخية لـدونغ غوان | البيانات المناخية لـدونغ غوان | البيانات المناخية لـدونغ غوان | البيانات المناخية لـدونغ غوان | البيانات المناخية لـدونغ غوان | البيانات المناخية لـدونغ غوان | البيانات المناخية لـدونغ غوان | البيانات المناخية لـدونغ غوان | البيانات المناخية لـدونغ غوان | البيانات المناخية لـدونغ غوان |
| الشهر                                            | يناير                         | فبراير                        | مارس                          | أبريل                         | مايو                          | يونيو                         | يوليو                         | أغسطس                         | سبتمبر                        | أكتوبر                        | نوفمبر                        | ديسمبر                        | المعدل السنوي                 |
| ------------------------------------------------ | ----------------------------- | ----------------------------- | ----------------------------- | ----------------------------- | ----------------------------- | ----------------------------- | ----------------------------- | ----------------------------- | ----------------------------- | ----------------------------- | ----------------------------- | ----------------------------- | ----------------------------- |
| الدرجة القصوى °م (°ف)                            | 28.0 (82.4)                   | 29.4 (84.9)                   | 32.7 (90.9)                   | 34.0 (93.2)                   | 35.4 (95.7)                   | 37.0 (98.6)                   | 38.2 (100.8)                  | 37.8 (100.0)                  | 37.2 (99.0)                   | 34.4 (93.9)                   | 33.6 (92.5)                   | 30.0 (86.0)                   | 38.2 (100.8)                  |
| متوسط درجة الحرارة الكبرى °م (°ف)                | 19.2 (66.6)                   | 19.4 (66.9)                   | 22.5 (72.5)                   | 26.2 (79.2)                   | 29.8 (85.6)                   | 31.8 (89.2)                   | 32.9 (91.2)                   | 33.0 (91.4)                   | 31.7 (89.1)                   | 29.4 (84.9)                   | 25.3 (77.5)                   | 21.1 (70.0)                   | 26.9 (80.3)                   |
| المتوسط اليومي °م (°ف)                           | 14.8 (58.6)                   | 15.5 (59.9)                   | 18.7 (65.7)                   | 22.6 (72.7)                   | 26.0 (78.8)                   | 27.9 (82.2)                   | 28.7 (83.7)                   | 28.7 (83.7)                   | 27.5 (81.5)                   | 25.0 (77.0)                   | 20.6 (69.1)                   | 16.4 (61.5)                   | 22.7 (72.9)                   |
| متوسط درجة الحرارة الصغرى °م (°ف)                | 11.7 (53.1)                   | 12.9 (55.2)                   | 16.0 (60.8)                   | 20.0 (68.0)                   | 23.2 (73.8)                   | 25.3 (77.5)                   | 25.9 (78.6)                   | 25.9 (78.6)                   | 24.6 (76.3)                   | 21.8 (71.2)                   | 17.3 (63.1)                   | 13.1 (55.6)                   | 19.8 (67.7)                   |
| أدنى درجة حرارة °م (°ف)                          | 3.0 (37.4)                    | 3.1 (37.6)                    | 3.0 (37.4)                    | 9.7 (49.5)                    | 15.4 (59.7)                   | 18.3 (64.9)                   | 21.3 (70.3)                   | 22.2 (72.0)                   | 16.8 (62.2)                   | 12.3 (54.1)                   | 5.8 (42.4)                    | 1.2 (34.2)                    | 1.2 (34.2)                    |
| الهطول مم (إنش)                                  | 39.4 (1.55)                   | 65.2 (2.57)                   | 94.2 (3.71)                   | 196.7 (7.74)                  | 265.8 (10.46)                 | 313.9 (12.36)                 | 236.9 (9.33)                  | 268.3 (10.56)                 | 185.5 (7.30)                  | 55.1 (2.17)                   | 35.7 (1.41)                   | 30.0 (1.18)                   | 1٬786٫7 (70.34)               |
| متوسط الرطوبة النسبية (%)                        | 71                            | 76                            | 79                            | 82                            | 81                            | 82                            | 81                            | 80                            | 76                            | 70                            | 66                            | 67                            | 76                            |
| المصدر: China Meteorological Data Service Center |                               |                               |                               |                               |                               |                               |                               |                               |                               |                               |                               |                               |                               |

## توأمة
لدونغ غوان اتفاقيات توأمة مع:
- فوبرتال

## أعلام
- لي موهاو
- يانغ شاوشينغ